# The Moon Is Blue (Lied)
The Moon Is Blue ist ein Lied aus dem Soundtrack des Films Wolken sind überall (Originaltitel: The Moon Is Blue) aus dem Jahr 1953. Komponiert wurde der Song von Herschel Burke Gilbert, getextet von Sylvia Fine. Gespielt wird er im Film vom Sauter-Finegan Orchestra, gesungen von Sally Sweetland & The Doodlers The Moon Is Blue war der letzte Chart-Erfolg von Sauter und Finegan.

## Text und Coverversionen
„Feel these hands that. Shake this world. Then try to understand.“ Das Lied handelt von dem Schmerz darüber, jemanden verloren zu haben, dessen Zuneigung man sich nicht sicher war. Sag mir nicht, der Mond ist blau, denn du hast mich gehen lassen und nun ist es vorbei. Der Schmerz war wie ein Schuss und riss meine Welt entzwei …
In den Jahren nach der Erstaufnahme durch Sauter und Finegan wurde die Komposition auch von Jerry Wald, Woody Herman and His Orchestra, Tab Smith, Quincy Jones, Frank D’Rone und Hal Schaefer eingespielt.
Colourbox veröffentlichte den Song 1985 in einer Dance/Electronic-Version.

## Auszeichnung/Nominierung
1954 war The Moon Is Blue in der Kategorie „Bester Song“ für einen Oscar nominiert. Die Auszeichnung ging jedoch an Sammy Fain und Paul Francis Webster für ihr Lied Secret Love aus dem komödiantischen Western Schwere Colts in zarter Hand (Calamity Jane).